# Managementul produselor
Managementul produselor este o funcție organizatorică a companiilor care se ocupă cu planificarea produsului/produselor, sau cu marketingul produselor în toate etapele ciclului lor de viață. Deși este implicat în întregul ciclu de viață, totuși managementul produselor este concentrat în special pe dezvoltarea noilor produse. Unii specialiști, de ex. Linda Gorchels (2005) identifică anumite deosebiri între managementul  produselor și dezvoltarea noilor produse: managementul produselor este o meserie holistică al managerului de produs care include planificarea, prognoza și comercializarea produselor sau serviciilor; dezvoltarea noilor produse este un proces al corporației (companiei) care include proiectarea și comercializarea noilor produse. Managementul produselor este o structură matricială a organizației în care managerul de produs este însărcinat cu succesul produsului/liniei de produse, însă nu are autoritate directă asupra persoanelor care produc și vând produsul. Firma Procter&Gamble este creditată cu crearea conceptului de managementul produselor (Linda Gorchels, op. cit.).
O definiție mai recentă a managementului produselor este formulată de Steven Haines (2008) : "Managementul produselor este un management holistic al afacerilor referitoare la produse , din momentul în care acestea sunt concepute ca idee până în momentul în care comercializarea produselor încetează și acestea sunt retrase de pe piață."
Dicționarul Business Dictionary oferă următoarea definiție: Managementul produselor este structura organizațională în cadrul unei afaceri care gestionează dezvoltarea, marketingul și vânzarea unui produs sau set de produse pe tot parcursul ciclului de viață.
Se consideră că managementul produselor include două discipline profesionale: a) planificarea produselor; b) marketingul produselor. Deși planificarea produselor și marketingul produselor se deosebesc mult, totuși unele companii le consideră ca o singură direcție, denumită managementul produselor. În alte cazuri, managementul produselor poate fi o funcție separată, ca o componentă a marketingului sau proiectării.
Managementul ciclului de viață al produsului include etapele : concepție, proiectare, realizare, service.
Managementul produselor realizează asigurarea în timp a faptului că un produs sau serviciu satisface în mod profitabil necesitățile clienților, prin monitorizarea continuă și modificarea elementelor mixului de marketing, incluzând : produsul și caracteristicile sale, strategia de comunicare, canalele de distribuție și prețul.
Managementul produselor cuprinde activități ale proprietății (engleză ownership) asupra produsului, de la concepție până la abandonare (engleză disposal). Prin managementul produselor, acestea sunt gestionate în mod activ pe tot parcursul unui ciclu de viață al produsului.

## Activități principale ale managementului produselor
Activitățile de management al produselor trebuie să opereze în limitele trasate în planul  strategic al companiei. Responsabilul general al unui produs sau al unei linii de produse este managerul de produs. Managerii de produs deseori convertesc obiectivele afacerii, stabilite de departamentul Marketing, în cerințe pentru proiectarea produselor, formulate într-un document de cerințe pentru produs. Acest document descrie caracteristicile funcționale și non-funcționale sau atributele produsului, care reflectă necesitățile afacerii, pieței sau clienților.Alte denumiri ale managerului de produs pot fi: manager de brand (pentru bunuri ambalate pentru clienți), manager de industrie sau managerul segmentului de clienți. Responsabilitatea generală a managerului de produs constă din integrarea diferitelor segmente ale afacerii într-un întreg focalizat strategic, maximizând valoarea produsului, prin coordonarea elaborării unei oferte, cu înțelegerea necesităților pieței.
Managerul de produs conduce o echipă multidisciplinară care poate include manageri de proiect, dezvoltatori de software, ingineri pentru operațiunile produsului, manageri de suport al clienților, ingineri pentru asigurarea calității, ingineri pentru proiectarea interfețelor cu utilizatorii, personal financiar etc.
Principalele activități ale managementului produselor sunt:
- Monitorizarea continuă a cerințelor pieței;
- Elaborarea și stăpânirea planului de afaceri al produsului;
- Gestionarea strategică al produsului/portofoliului de produse, de la concepție la abandonarea produsului;
- Gestionarea procesului de creare a produselor;
- Monitorizarea și controlul bugetelor de dezvoltare a produselor;
- Dezvoltarea și susținerea politicilor de fixare a prețului produselor;
- Planificarea și gestionarea lansării produselor;
- Dezvoltarea politicilor de suport post-vânzare pentru produse: lista pieselor de schimb, echipamente de testare, programe de mentenanță etc.

Responsabilitățile managerului de produs includ următoarele:
- Definirea și planificarea liniilor de produse și ameliorării produselor;

- Managementul contractelor și vânzărilor produselor;

- Fixarea direcției strategice bazate pe necesitățile clienților și obiectivele companiei;

- Interpretarea obiectivelor strategice ca sarcini operaționale;

- Îndeplinirea rolului de reprezentant pentru clienții interni și externi;

- Evaluarea riscurilor;

- Propunerea planurilor de contingență (evenimente neprevăzute);

- Branding (crearea unui brand pentru un produs sau serviciu).

Managerul de produs este responsabil pentru managementul produsului pe tot parcursul ciclului său de viață, pentru colectarea și prioritizarea cerințelor clienților asupra produselor, pentru definirea viziunii asupra produsului și în aceste scopuri conlucrează îndeaproape cu Proiectarea, Vânzări și Marketing, asigură suport pentru satisfacerea obiectivelor de profit și satisfacția clienților.

## Planificarea produselor
Procesul de planificare a produselor include toate elementele-cheie implicate în eforturile depuse în  dezvoltarea noilor produse, de exemplu: descrierea produsului, programarea, resurse alocate, estimări financiare, planul de management al interfețelor. În mod succint exprimat, planificarea produselor constă din trei faze: conceptul de produs, fezabilitatea produsului, definirea produsului.  Componentele principale ale planificării produselor pot fi sintetizate astfel:
- Definirea  unei strategii generale pentru produse, cu scopul de a ghida selectarea proiectelor de dezvoltare a produselor;

- Determinarea noilor produse și colectarea cerințelor piețelor;

- Considerații asupra ciclului de viață al produselor;

- Definirea scopului și definirea noilor produse;

- Determinarea fezabilității și analiza economico-financiară;

- Construirea foilor de parcurs pentru tehnologii;

- Elaborarea unei programări de înalt nivel pentru diferitele proiecte de dezvoltare din portofoliul de produse;

- Managementul portofoliului de produse;

- Strategia de diferențiere a produselor;

- Planificarea detaliată a produselor;

- Diversificarea produselor (noi linii de produse);

- Eliminarea produselor (scoaterea din programul de fabricație și retragerea produselor de pe piață în faza de declin).

Diferențierea produselor constituie unul dintre factorii de succes ai profitabilității produselor.
Structura procesului de planificare a produselor implică următoarele faze:
- Intrări de idei noi (input-uri noi). Acestea pot fi obținute de la clienți, de la Departamentul Vânzări, Departamentul Proiectare, prin analiza pieței, de la concurenți etc;

- Rafinarea ideilor de produse noi. Aceasta necesită informații cum sunt: descrirea produsului, justificarea de piață, proiecția resurselor (investiții necesare etc.);

- Produse aprobate. Se poate alcătui o "listă de proiecte aprobate" și care vor fi dezvoltate în companie sau într-o divizie a acesteia. Dacă pentru un anumit produs nu există justificări suficiente sau dacă acesta nu este adaptat la strategia companiei, el poate fi eliminat de pe listă;

- Cerințe de piață rafinate : se dau detalii asupra caracteristicilor dorite ale produsului și a modului în care clienții vor utiliza produsul;

- Inițierea dezvoltării: se elaborează specificații funcționale și prototipuri, desenul funcțional al produsului.

## Marketingul produselor
Aspectele principale ale marketingului produselor pot fi enunțate astfel:
- Poziționarea produsului pe piață și comunicarea spre exterior;

- Promovarea produsului prin mijloace de informare în masă (presă, radio etc.), clienți și parteneri;

- Ieșirea pe piață a noilor produse;

- Monitorizarea concurenților.

Marketingul produselor adresează cinci probleme strategice importante:
- Ce produse vor fi oferite, cu precizarea liniei de produse preconizate;

- Cine vor fi clienții-țintă, respectiv piețele-țintă;

- Care vor fi canalele de distribuție a produselor;

- La ce preț vor fi comercializate produsele;

- Cum se va face promovarea (publicitatea) pentru produse.

Au fost formulate opinii asupra celor "7 funcțiuni ale marketingului" care sunt următoarele:
- distribuția : aducerea bunurilor la îndemâna clienților;

- managementul informațiilor de marketing : colectarea și analiza informațiilor asupra clienților, tendințelor și produselor concurente;

- determinarea prețurilor : deciziile asupra prețurilor dictează profitul;

- vânzarea : determinarea necesităților clienților și comunicări personalizate, planificate;

- finanțarea : alocarea de bani pentru montajul și derularea afacerii; unii retaileri oferă clienților opțiuni de plată prin carduri;

- managementul produsului sau serviciului : obținerea, dezvoltarea, susținerea și îmbunătățirea unui produs sau serviciu;

- promovarea : prin televiziune, radio, panouri publicitare etc.

În firmele high-tech, managerul marketingului de produs poate fi angajat în sarcina de a crea Documentul Cerințelor Marketingului, care este utilizat ca sursă de managerul de produs pentru a elabora  Documentul Cerințelor pentru Produs. În alte companii, ambele documente sunt elaborate de managerul de produs, iar managerul marketingului de produs se ocupă cu comunicarea spre exterior, de exemplu promovarea produselor la târguri comerciale. În multe companii, specialiștii în marketing sunt focalizați pe planul de marketing și alte funcțiuni ale marketingului și nu conduc, de obicei,managementul general al produselor.

## Managementul produselor-servicii
Managementul produselor-servicii constă în gestionarea unui produs de tip serviciu pe tot parcursul ciclului său de viață. Serviciile, spre deosebire de un produs hardware sau software sunt produse intangibile și se manifestă ca servicii pur profesionale (de exemplu, contabilitate, servicii bancare, consultanță sau asigurări) sau ca o combinație de servicii cu software și/sau hardware necesare.
În domeniul serviciilor financiare (de exemplu, activități bancare, asigurări etc.) managerul de produs-serviciu gestionează produsele ( de exemplu, portofoliul de carduri de credit), profiturile și pierderile, determină strategia de dezvoltare a domeniului.
Managerul de produs-serviciu identifică spațiul profitabil pentru serviciu, combină diferite servicii într-o ofertă unică și livrează serviciul pe piață. Funcția de management al produsului-serviciu este un mix al funcțiilor de marketing și vânzări.
Responsabilitățile principale ale managerului de produs-serviciu sunt (Linda Gorchels, op.cit.):
- Generarea conținutului cerințelor serviciului;

- Crearea documentației produsului-serviciu;

- Suport pentru comercializarea serviciului;

- Planificarea cererilor și ofertelor de servicii;

- Suport al sistemului de management al afacerii tip serviciu;

- Comunicații de marketing.

## Descrierea  ocupației managerului de produs (în versiunea 280 Group)
Managerul de produs trebuie să îndeplinească următoarele condiții și sarcini:
٭Să definească strategia produsului și foaia de parcurs (engleză roadmap);
٭Să elaboreze Documentul Cerințelor  Marketingului și Documentul Cerințelor pentru Produs , cu caracteristici prioritizate și justificări corespunzătoare;
٭Să conlucreze cu o "terță parte" (third party) pentru a evalua oportunitățile de parteneriate și licențiere;
٭Să fie expert în privința concurenței;
٭Să dezvolte poziționarea de bază și comunicarea de mesaje referitoare la produs;
٭Să realizeze materiale de demonstrație (demo) ale produsului, pentru clienți;
٭Să stabilească politica de prețuri , pentru a satisface obiectivele și veniturile;
٭Să livreze o prognoză lunară a veniturilor;
٭Să dezvolte instrumente și accesorii pentru vânzări;
٭Să propună un buget general, pentru a asigura succesul produsului;
٭Să informeze și să instruiască personalul de vânzări la întâlniri trimestriale;
٭Să ofere informații pentru presă și analiști , să participe la conferințe de presă ale companiei;
٭Să îndeplinească rolul de lider în companie.

## Documentul Cerințelor pentru Produs
Documentul Cerințelor pentru Produs (engleză Product Requirements Document) este un document elaborat de companie care definește produsul ce se realizează. Acest document este frecvent elaborat pentru produse software, însă poate fi utilizat pentru orice tip de produs. Un Document al Cerințelor pentru Produs servește uneori ca Document al Cerințelor Marketingului, în special dacă produsul este mic și necomplicat.

## Documentul Cerințelor Marketingului
Documentul Cerințelor Marketingului (engleză Marketing Requirements Document) este un document care exprimă dorințele și necesitățile clienților în privința unui produs sau serviciu. Este elaborat ca o parte a managementului produselor sau a marketingului produselor.
Scopul acestui document este de a stabili o înțelegere comună (o comunicare) între marketing și C-D asupra unui set prioritizat de cerințe ale clienților, astfel încât Departamentul C-D să poată crea o valoare superioară pentru clienți, prin produse inovative. Odată ce a fost elaborat, documentul este transmis Departamentului Proiectare sau Dezvoltare pentru a propune un nou produs sau o revizuire a produsului existent. Există două tipuri de documente ale cerințelor marketingului : unul pentru noi produse și cel de-al doilea pentru noi versiuni ale unui produs curent. În industriile tehnice, aceste documente sunt create și aprobate de management, înainte de a se crea Documentul Cerințelor pentru Produs.
Un Document al Cerințelor Marketingului, eficient, include informații de bază asupra piețelor potențiale, exemple de cazuri posibile de utilizare a viitoarelor produse, caracteristici prioritizate ale produselor cu justificări etc. Acest document trebuie să explice:
٭care este noul produs în discuție;
٭cine sunt clienții-țintă;
٭ce produse sunt în competiție cu produsul propus;
٭de ce clienții ar dori, probabil, acest produs.